# Esport Club Granollers
L'Esport Club Granollers és el club de futbol més destacat i longeu de la ciutat de Granollers, degà d'aquest esport a la comarca del Vallès Oriental, i que celebrà el seu centenari l'any 2013. El formen avui en dia 31 equips de diferents categories amb uns 450 jugadors federats en les diferents estructures de competició i formació.

## Història

### Els inicis: de l'Era del Baster al Camp del Gas
A començaments de l'any 1913, dos futbolistes locals, Salvador Mas i Agustí Torrellas, s'envolten d'un grup de joves per tal de crear una societat anomenada Granollers Foot-ball Club i començar a practicar el futbol a la ciutat. Per als primers assajos s'aprofiten les eres del municipi, destacant entre aquestes el pati enrajolat de l'Era del Baster, darrere el ja inexistent Convent dels Caputxins, a l'actual barri de la Font Verda. Torrellas i Mas propaguen el seu entusiasme entre la gent de la classe obrera i posteriorment s'hi afegeixen l'il·lustre i polifacètic Alfred Canal i Comas, metge de professió, i Frederic Maspons, que fan el mateix entre els selectes socis del Casino de Granollers, aportant l'embranzida definitiva mitjançant reunions serioses en els salons d'aquest cèntric cercle cultural. L'entitat esportiva queda oficialment fundada durant una d'aquestes trobades, el diumenge 2 de març de 1913, nomenant-se una Comissió Organitzadora encapçalada pels mateixos Alfred Canal com a president i Frederic Maspons com a secretari, a més de Jacint Torrents, Francesc Coma i Josep Parera. La primera tasca d'aquests homes fou encarregar la confecció de la indumentària, buscar un terreny amb les condicions adequades, la captació de socis i la redacció del reglament de joc.

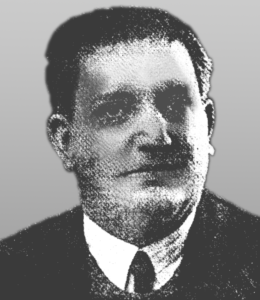
Alfred Canal, fundador i primer president

Ben aviat s'escullen els colors de la camiseta: tota blanca per al primer equip, i blau-rosa barrada per al segon. Els primers ingressos econòmics, malgrat ser escassos, permeten al club donar facilitats als jugadors per pagar-les de la seva butxaca, essent l'adquisició del calçat, en canvi, responsabilitat única del jugador. En el moment de començar a establir els equips es compta amb 91 socis que, un cop feta la garbella d'aptituds, dona les següents plantilles:
- Primer equip (blanc): Salvador Mas (capità), Valentí Turu, Josep Pineda, Jacint Jaumandreu, Francesc Coma, Enric Marcó, Jacint Torrents, Joaquim Campillo, Josep Comas, Josep Parera i Francesc Pi.
- Segon equip (blau-rosa): Agustí Torrellas (capità), Lluís Escarmís, Llorenç Civil, Josep Tió, Andreu Moncau, Josep Martí, Ramon Torruella, Francesc Aubanell, Josep Algueró, Ferran Lligoña i Jaume Montañà.

El 13 d'abril de 1913 es constitueix la primera junta directiva, amb la següent composició: Alfred Canal (president), Francesc Coma (vicepresident), Frederic Maspons (secretari), Pere Barangé (tresorer), i els vocals Francesc Pi, Josep Maria Carreras i Rius, i Bonaventura Garrell Alsina. És aquest darrer directiu qui inicia converses amb Esteve Roca i Umbert, arrendatari dels solars on s'ubica la fàbrica tèxtil fundada pel seu oncle Josep Umbert i Ventura, per tal de negociar el lloguer de la superfície necessària per al camp de futbol. Finalment es decideix disposar de l'espai ocupat pels estenedors de les filatures, una zona compresa entre la mateixa Fàbrica Roca Umbert i l'adjacent Fàbrica del Gas, davant d'on llavors s'estenia el traçat del ferrocarril, a l'actual barri de l'Estació. D'aquí ve que el nou recinte prengués el nom de Camp del Gas, creixent ràpidament l'interès de la ciutadania per anar a veure els entrenaments dominicals entre els dos bàndols de l'entitat, així com els tres primers amistosos contra equips de les contrades: el recentment creat Mollet SC (9-3), el primer equip de l'Atlètic FC de Sabadell (0-1) i el tercer equip del FC Barcelona (1-3). El 4 de setembre de 1913, coincidint amb la setmana de Festa Major, s'inaugura oficialment el camp amb un partit entre el tercer equip del Barcelona i el Gimnàstic, oficiant d'àrbitre el mateix president del Granollers. El resultat final fou de 4 a 0 per al Barcelona.

### Escissió interna i primers trofeus: del Camp del Gas al Carrer Girona

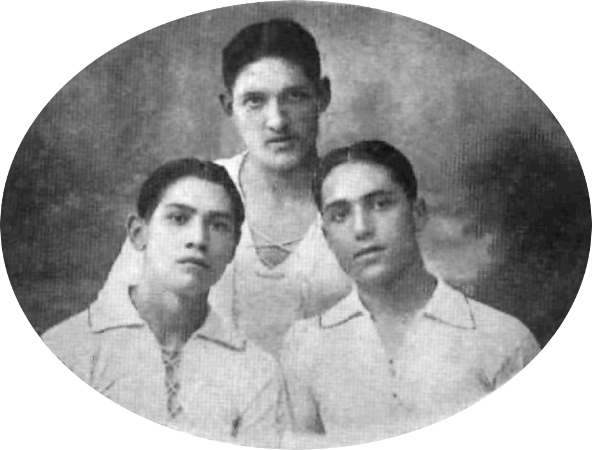
Els germans Martí: Pep, Quim i Tòfol

L'entusiasme al voltant del club continua creixent fins al punt de poder crear un tercer equip (infantil) d'on brollaran les primeres figures del club: el porter Tomàs Rion, el defensa Ramon Meri, el tandem a l'atac esquerre format per Antoni Toledo i Enric Garrell, l'Eliseu París, i sobretot els germans Mas i els germans Martí, que tindran un paper vital a l'hora de salvar l'entitat. I és que tot just un any més tard, el 1914, sorgeixen diferències socials entre l'esforçat sector fabril i el jovent de classe alta del Casino. Aquest últim col·lectiu, més conservador, s'oposa a la voluntat dels futbolistes més aventurers que volen fer ingressar el club a la recentment reconciliada Federació Catalana de Clubs de Foot-ball per poder competir amb els grans clubs de Catalunya. Però lluny de col·laborar econòmicament per afrontar els reptes que suposaria participar en el Campionat de Catalunya, llurs pretensions elitistes xoquen amb les purament esportives i l'escissió es fa inevitable, en massa abandonen la societat i la deixen penjant d'un fil, precisament aquells qui li donaren més empenta en els orígens. Només amb la tenaç il·lusió per l'esport dels germans Mas i dels Martí s'aconsegueix mantenir-ne viva la flama mitjançant pacients reunions diàries en un local del carrer d'Anselm Clavé, recolzats per un petit estol de futbolistes obrers que decideixen quedar-se i fer-los costat, sense deixar de banda els entrenaments al Camp del Gas. L'esforç d'aquest jove grup ressuscitador es veu secundat i ampliat per dos afeccionats, Artur Gasset i Duran, conegut farmacèutic local, i Ventura Garrell, que desinteressadament els ajuden organitzant nombrosos tornejos i amistosos. A mesura que l'equip va recuperant la forma i la confiança, els partits se succeeixen a bon ritme i es comencen a guanyar els desitjats primers trofeus. El 12 de juliol de 1914, a Hostalric, se'n guanya el primer, la Copa Ventosa, oferta pel diputat Joan Ventosa i Calvell, en un partit contra el Grop Sport d'aquella vila que acaba amb victòria granollerina (1-2). Des d'aquest dia i fins als actes d'inauguració del futur camp, entre el primer equip i el segon guanyen un total de 16 trofeus:
| Data | Trofeu               | Ofertant                     | Local                              | Gol                                | Visitant                           | Població           |
| --- | -------------------- | ---------------------------- | ---------------------------------- | ---------------------------------- | ---------------------------------- | ------------------ |
| 1914 12 juliol | Copa Ventosa         | Joan Ventosa i Calvell       | Grop Sport                         | 1-2                                | Granollers                         | Hostalric          |
| 1914 3 setembre | Copa Barangé [1]     | Josep Barangé i Bachs        | Granollers                         | 0-0                                | Celonès FC                         | Granollers         |
| 1915 12 setembre | Copa Barangé [1]     | Josep Barangé i Bachs        | Granollers                         | 3-1                                | Celonès FC                         | Granollers         |
| 1915 5 setembre | Copa Boet            | Andreu de Boet i Bigas       | Granollers                         | 3-3                                | Atlètic FC                         | Granollers         |
| 1915 19 setembre | Copa Boet            | Andreu de Boet i Bigas       | Atlètic FC                         | [2]                                | Granollers                         | Sabadell           |
| 1915 26 setembre | Copa Boet            | Andreu de Boet i Bigas       | Granollers                         | [2]                                | Atlètic FC                         | Granollers         |
| 1917 15 agost | Copa FC Cardedeu [3] | Foot-ball Club Cardedeu      | Granollers                         | 6-1                                | Sant Celoni SC                     | Cardedeu           |
| 1917 19 agost | Copa FC Cardedeu [3] | Foot-ball Club Cardedeu      | Granollers                         | 2-1                                | Sant Celoni SC                     | Cardedeu           |
| 1917 2 setembre | Copa Las Novedades   | Josep Quincoces              | Granollers                         | 4-2                                | Rubí FC                            | Granollers         |
| 1918 15 agost | Copa Cardedeu        | Colònia d'Estiu de Cardedeu  | FC Cardedeu                        | 1-3                                | Granollers                         | Cardedeu           |
| 1919 15 agost | Copa Santamaria      | Joan Santamaria i Monné      | Granollers                         | 4-0                                | FC Andreuenc                       | Cardedeu           |
| [4] | Copa Centre Deportiu | Centre Catòlic de Granollers | Centre Deportiu                    | [4]                                | Granollers                         | Granollers         |
| 1919 8 setembre | Copa Tàpias          | Sr. Tàpias                   | Contrincant i resultat desconeguts | Contrincant i resultat desconeguts | Contrincant i resultat desconeguts | Breda              |
| 1919 8 setembre | Copa Betriu          | Sr. Betriu                   | Contrincant i resultat desconeguts | Contrincant i resultat desconeguts | Contrincant i resultat desconeguts | Llinars del Vallès |
| 1919 16 setembre | Copa Lligé           | Joan Lligé i Pagès           | Contrincant i resultat desconeguts | Contrincant i resultat desconeguts | Contrincant i resultat desconeguts | Cardedeu           |
| 1919 | Copa Olot            | Desconegut                   | Contrincant i resultat desconeguts | Contrincant i resultat desconeguts | Contrincant i resultat desconeguts | Olot               |
| 1920 15 agost | Copa FC Cardedeu     | Foot-ball Club Cardedeu      | Contrincant i resultat desconeguts | Contrincant i resultat desconeguts | Contrincant i resultat desconeguts | Cardedeu           |
| 1922 15 agost | Copa Montmeló [5]    | Foot-ball Club Montmeló      | FC Montmeló                        | 1-9                                | Granollers                         | Montmeló           |
| 1922 2 setembre | Copa Anís del Taup   | Josep Germà i Homet          | Granollers                         | 4-1                                | FC Martinenc                       | Granollers         |
| 1922 4 setembre | Copa Principal Cine  | Francesc Pocurull            | Granollers                         | 7-2                                | FC Terrassa                        | Granollers         |
| - [1] Per l'empat registrat, el premi quedà desert fins a l'any següent, jugant aquest cop els segons equips. - [2] Tres vegades s'hagué de jugar, alternant el terreny de joc, per desfer dos empats consecutius i poder finalment atorgar aquest trofeu entre el primer equip del Granollers i el segon de l'Atlètic FC de Sabadell. No hi ha dades del resultat exacte del segon empat ni de la victòria final del Granollers. - [3] El trofeu es disputà a doble partit. - [4] Es desconeix el resultat i la data exacta del partit, però aquesta està compresa en l'intèrval 1918-1920, que fou el temps de vida d'aquest equip. - [5] El Granollers jugà amb el segon equip i el Montmeló comptà amb l'ajuda d'efectius del Mollet i del jugador Guàrdia. - En color, partits pertanyents als actes d'inauguració del Camp del Carrer Girona. |                      |                              |                                    |                                    |                                    |                    |

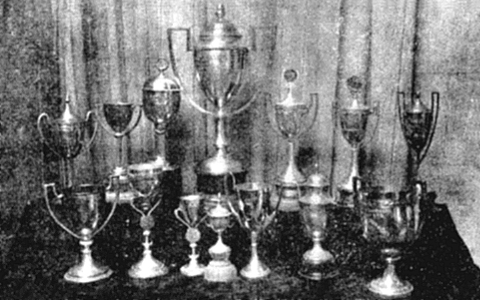
Les primeres copes guanyades pel club entre els estius de 1914 i 1922

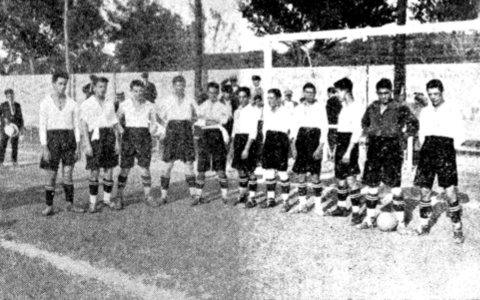
L'equip guanyador de dues copes contra Martinenc i Terrassa a la inauguració del Camp del Carrer Girona

El 8 d'agost de 1915 Joan Carreras es posa al capdavant de la nova junta directiva, fent oficial el canvi de nom a Granollers Sport Club. El seu mandat, però, serà de transició, fins que el 18 de desembre d'aquell any Bonaventura Garrell Alsina agafi les regnes del club. Sota el mandat de Garrell, a mitjans del 1917, s'entra per fi a formar part de la Federació Catalana de Foot-ball Associació i d'aquesta manera el primer equip pot començar la seva singladura a la temporada 1917-18 del Campionat de Catalunya de futbol. Durant tot aquest temps el nombre de socis es mou sempre al voltant del centenar.
L'estiu de 1918, any en què Josep Mauri puja a la presidència, sorgeix la primera rivalitat local amb el naixement d'una nova entitat esportiva a la ciutat, el Centre Deportiu de Granollers, amb seu social i camp d'esports al Carrer Sant Jaume. El Granollers Sport Club, però, rebutja la invitació del nounat per inaugurar-ne el camp. Aquesta rivalitat dura poc puix que el Centre Deportiu desapareix dos anys més tard.
A partir de 1920 es produeix un salt de nivell en les ambicions del club, coincidint amb l'arribada a la presidència de Ferran Palau i Rosell, director gerent del Banc de Granollers, així com del seu successor Francesc de Paula Serra i Barber, nomenat el 1922. Una de les empreses més importants que es proposen és l'adquisició d'un camp de futbol més modern i espaiós, que respongui a les noves exigències d'una audiència i d'uns futbolistes que han crescut braç a braç. Uns terrenys que es troben a mig camí del carrer Girona són els escollits i, sota el mandat de Francesc Serra, passen a pertànyer legalment al Granollers Sport Club el 29 de juny, començant les obres d'aplanat i desbrossament el 4 de juliol, per ser inaugurant el següent 2 de setembre de 1922. Amb una superfície total de 13.056 m² (136 x 96 metres), dels quals s'aprofiten 104 x 64 metres pel terreny de joc, amb gespa i perímetre delimitat, el nou Camp del Carrer Girona es converteix en un dels recintes esportius amb més capacitat de la Catalunya del moment. Disposa de tres vestidors amb les corresponents instal·lacions sanitàries, a més d'altres equipaments annexes com la secretaria del club i un quiosc de begudes.
Durant les setmanes prèvies a la inauguració, la junta directiva treballa de valent per oferir a la ciutat un bon espectacle en els tres partits previstos, que volen fer coincidir amb els tres dies de Festa Major. Es posen en contacte amb un parell dels equips més potents del nord d'Espanya, la Reial Unió d'Irun i l'Sporting de Gijón, però ambdós declinen l'oferta a causa de llurs compromisos internacionals. Finalment, el cartell queda format tot per equips catalans: el FC Barcelona, que hi arriba com a campió de Catalunya de Primera Categoria i campió de la Copa del Rei, el FC Martinenc, que s'hi presenta com a subcampió de Catalunya de Segona Categoria, i tancant la selecció, el FC Terrassa, que aquell any havia quedat cuer de la Segona Categoria. Per la seva part el Granollers porta tres anys consecutius quedant primer de grup a la fase regional de la Tercera Categoria. Els partits programats són Granollers-Martinenc (dissabte 2), Barcelona-Martinenc (diumenge 3) i Granollers-Terrassa (dilluns 4). Dos empresaris fan donació de trofeus per ser disputats en els partits on intervé l'equip amfitrió. Es tracta de Josep Germà, industrial i filantrop sabadellenc fundador i propietari de l'empresa de licors Anís del Taup, i Francesc Pocurull, director del Cinema Principal de Granollers i propietari de l'Hotel Domènech de Rubí. Però el partit més anhelat és el Barcelona-Martinenc, tot i no tenir copa pel guanyador, encara que sí medalles. El Barcelona havia anunciat que esperaria a començar la seva pretemporada amb motiu de tal efemèride, honor que és rebut amb goig per la parròquia local, esperant poder contemplar els blaugranes Samitier i Alcántara o el martinenc Lakatos. S'afegeix al clima d'espectació el fet que ambdós onzes no s'han vist les cares des de fa dos anys; el matx genera igual entusiasme a Barcelona i Sant Martí i es preparen trens especials fins a la capital del Vallès Oriental. El resultat final fou de 5 a 2 per al Barcelona.

### L'època daurada: de campió del Vallès a la Primera Categoria

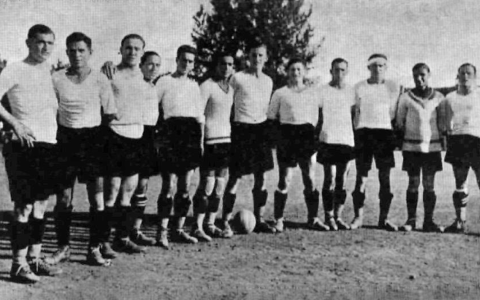
L'equip artífex el 1930 de la promoció a Segona Categoria Preferent, el primer ascens en la història del club

Tant el Camp del Gas com el del Carrer Girona es converteixen en testimonis de dues dècades llargues de constant progressió esportiva, des de l'ingrés a la Federació el 1917 fins al començament de la dictadura el 1940. De les tretze temporades en què milita a la base del futbol català —la Tercera Categoria del Campionat de Catalunya— esdevé campió comarcal en deu ocasions, i campió provincial en dues més, privat d'assolir l'ascens només per la fatalitat. A la temporada 1929-1930, després de disputar 34 partits de campionat, aconsegueix finalment pujar a Segona Categoria Preferent assolint a més el Campionat de Catalunya de Tercera Categoria per primer i únic cop. Els jugadors que contribueixen a la gesta són els següents: Gallofré, López, Miralles, Faig, Rebollo, Ortuño, Arribas, Muñoz, Saura, Martí, Antich, Lladó, Boter, Garí i Rubio.
És una etapa que no es lliura, però, del continu ball de presidents: Francesc Soler i Pallarols, Josep Jonch Ramon, Artur Gasset i Duran, Isidre Estrada i Rafael Font ocupen consecutivament el càrrec, precedint la junta directiva que finalment veu complert el somni de l'ascens, la formada per Silveri Botey i Pallarès (president), Antoni Villà i Capella (vicepresident), Josep Franch i Aliu (secretari), Josep Murtra i Canet (vice-secretari), Rafael Font (caixer), Lluís Olivé (comptador) i els vocals Francesc Ventura i Quintana, Ramon Xicota i Guasch, Josep Monràs i Tomàs Rion Cuch, essent delegat federatiu en Joan Maria Xiol i Gasset.
El debut a la Segona Categoria no és pas fàcil, en els primers quatre partits el Granollers surt derrotat i la primera victòria no arriba fins a la sisena jornada, redreçant la situació de mica en mica i acabant la lliga (de 15 equips) en novè lloc, però a tan sols dos punts de la zona de promoció. A la següent campanya es torna a quedar a les portes de la promoció, en perdre una eliminatòria contra el FC Vilafranca. Aquesta línia de bon joc es veu culminada a la temporada 1932-1933 amb la consecució del seu primer Campionat de Catalunya de Segona Categoria, després d'un partit de desempat contra l'Iluro SC, i amb el posterior ascens a la Primera Categoria, coincidint tot plegat amb el vintè aniversari de l'entitat.
En aquests moments el Granollers Sport Club sembla tocat per una vareta màgica. El diumenge 3 de setembre de 1933, en plena Festa Major, debuta a la màxima divisió catalana, i ho fa davant el FC Barcelona de Ventolrà i Zabalo, amb victòria blaugrana (1-4). El 26 de novembre del mateix any el camp del Carrer Girona es torna a vestir de gala per presenciar el primer partit a la Tercera Divisió de la lliga espanyola, una victòria davant el FC Badalona (5-2). Es toca sostre el 30 d'octubre de 1934 quan l'exjugador del club Joaquim Martí i Batalla passa a presidir l'entitat. Amb ell se supera la xifra de 600 socis. A les temporades 1934-1935 i 1935-1936 l'equip guanya dos Campionats de Catalunya de Segona Categoria consecutius, en el darrer d'ells assolint de nou l'ascens a la Primera Categoria, on ja s'hi mantindria definitivament fins a la desaparició del torneig el 1940. A la temporada 1934-1935 s'inicia també a la Copa del Rei i sorprèn a tothom aconseguint arribar fins a la cinquena ronda. Però el seu major èxit succeeix igualment a la temporada 1935-1936 quan puja a la Segona Divisió d'Espanya encara que, per la interrupció de la Guerra Civil, l'estrena a la categoria de plata estatal hauria d'esperar tres anys. Per acabar, a la temporada 1936-1937 del Campionat de Catalunya queda classificat en quart lloc, establint així la seva millor marca en aquesta competició.

#### Secció de bàsquet: primera etapa (1932-1936)
L'esport del bàsquet entra a Granollers impulsat per l'atleta i dramaturg Francesc Lorenzo i Gàcia, quan aquell era sovint usat com a eina complementària per al desenvolupament físic a l'atletisme. Fou amb un equip femení que, a començaments de l'any 1932, es crea una secció de bàsquet. Interrompuda per la guerra, aquesta branca estaria activa entre els anys 1932-1936 amb Joan Mauri i Beltran de president. El partit de bàsquet serví durant aquests anys com a preliminar del matx de futbol que disputava el Granollers SC al camp del carrer Girona. El 6 de març de 1932 es juga el primer partit femení, amb derrota davant la UD Sants per 6 a 14. La primera victòria arribaria a l'octubre del mateix any a la pista de l'Argentona per 9 a 10.

### L'època franquista: de la Segona Divisió a la Primera Regional
Després de la Guerra Civil, el club, com tants d'altres a Catalunya, es veu obligat a esborrar qualsevol estrangerisme en el nom oficial i de cara a la darrera temporada del Campionat de Catalunya s'hi inscriu com Club Deportivo Granollers. Durant pràcticament tota l'època del franquisme l'equip és un habitual a la Tercera Divisió de la lliga espanyola. El 1940 guanya la Lliga Regional Catalana i el 1944 la Copa Federació Catalana, dos tornejos de farciment que només servien per reblir dates després de les competicions oficials; i el 1956 es proclama campió de la Tercera Divisió, disputant la lligueta d'ascens a Segona, però sense reeixir. El 1968 perd la categoria, després d'haver estat gairebé un quart de segle consecutiu a Tercera, des de la temporada 1943-1944 fins a la 1967-1968, només baixant a la 1948-1949. Comencen els anys negres per a l'entitat, ja que el club no supera les categories territorials catalanes en tota la dècada dels setanta, tocant fons el 1976, quan es baixa a Primera Regional.

### Ressorgiment i actualitat
A la temporada 1981-1982 és escollida una nova junta directiva que, amb Miquel Donnay al capdavant, aporta una rentada de cara a l'entitat: es catalanitza el nom del club a Esport Club Granollers, es dissenya un nou escut, es compon un himne a càrrec del grup d'havaneres Quatre Veus, es contracta un nou sponsor, s'enderroca l'antiga grada "sol" de bancs de pedra i se'n construeix una de nova amb capacitat per a unes 300 persones, amb seients de plàstic i els colors del club, i es disposen els nous vestidors a sota d'aquesta. El 1983 s'aconsegueix retornar el club a Tercera Divisió. Esportivament parlant, l'era Donnay és de les millors que es recorden al Municipal del Carrer Girona, on l'equip aconsegueix jornada rere jornada omplir el camp a vessar. Jugadors destacats com Enric Moret o Joan Vilà passen per les files de l'equip.
Durant els anys 90 cal destacar l'aportació de les categories base amb grans figures del futbol català com Sergi Barjuan, Gerard López o Toni Jiménez.
La temporada 2003-2004, amb Ramon Mayo a la banqueta, el primer equip queda quart classificat a la Tercera Divisió i accedeix a jugar per primer cop el playoff a la Segona Divisió B essent eliminat a la primera ronda per l'AD Mar Menor.

## Evolució de l'escut
| Granollers Foot-ball Club | Granollers Sport Club | Club Deportivo Granollers | Esport Club Granollers |
| ------------------------- | --------------------- | ------------------------- | ---------------------- |
| Granollers Foot-ball Club | Granollers Sport Club | Club Deportivo Granollers | Esport Club Granollers |
| 1913-1915                 | 1915-1939             | 1939-1981                 | des de 1981            |

## Uniforme
- Uniforme Titular: Camisa blanca, panatlo blau i mitjons blancs
- Uniforme visitant: Camisa groga, pantaló grana i mitjons grocs.

### Evolució de l'Uniforme
| 1915 | 1923 | 1934 | 1941 | 1954 | 1963 | 1977 - Present |

## Jugadors destacats

### Primer equip

Josep Sastre (agenollat, segon per l'esquerra) formant amb el FC Barcelona guanyador de la Copa del Rei de 1928

| Fundació – 1940 |

| - Cristòfol Martí - Josep Sastre - Josep Garreta - Josep Ubeda - Josep Argemí - Máximo Aylagas | - Isidre Rovira - Manel Oro - Juan Rocasolano - Esteve Cifuentes - Josep Saló - Josep Colomer |

| 1940 – 1980 |

| - Pere Sala - Josep Serratusell - Andreu Català - Josep Canal - Josep Seguer - Ramon Blanch - Jordi Cardús - Francesc Ordeig | - Salvador Gimeno - Josep Munné - Aguirre - Francesc Grau - Toni Barnils - Ferran Ortuño - Rodri - Miguel Ángel Ochoa |

| 1980 – 2000 |

| - Enric Moret - Joan Vilà - José Luis Aroca | - Miquel Olmo - Martín Abad - Juli López |

| 2000 – Actualitat |

| - Oriol Vila - Enric Pi - Àlex Delmàs | - Abraham Minero - Aimar Moratalla - David Charcos |

### Futbol base
| - Joan Bartolí - Pepín Cabezas - Aureli Altimira - Sergi Barjuan - Gerard López - Toni Jiménez | - Gerard Autet - Pere Tarradellas - Antonio Hidalgo - Albert Puigdollers - Aday - Marc Valiente |

## Entrenadors destacats
- Cristòfol Martí i Batalla
- Josep Prat i Ripollès
- Andreu Català i Ballbona
- Juan Zambudio Velasco
- Ramon Mayo Rodríguez
- Juan Antonio López Toribio

## Palmarès

### Primer equip
- 1 campionat de Tercera Divisió (1955-1956)
- 1 campionat de Primera Divisió Catalana (2001-2002)
- 3 campionats de Segona Catalana (1942-1943, 1976-1977, 2011-2012)
- 3 campionats de Catalunya de Segona Categoria (1932-1933, 1934-1935, 1935-1936)
- 1 campionat de Catalunya de Tercera Categoria (1929-1930)
- 2 cops campió provincial de Tercera Categoria (1925-1926, 1926-1927)
- 3 cops campió del Torneig d'Històrics del Vallès Oriental (2011, 2013, 2014)
- 1 Lliga Regional Catalana (1940)
- 1 Torneig Copa Federació Catalana (1944)
- 1 Trofeu Moscardó (1967)

### Juvenil
- 2 cops campió de Catalunya (1962-63, 1987-88)
- 1 cop campió del Torneig d'Històrics del Vallès Oriental (2022)

## Temporades

### Campionat de Catalunya
La següent taula recull la posició final en les diferents categories i lligues en què va participar el Granollers Sport Club.
| Temporada       | Categoria                                       | Fase Final                                      | Provincial                                      | Comarcal                                        |
| --------------- | ----------------------------------------------- | ----------------------------------------------- | ----------------------------------------------- | ----------------------------------------------- |
| 1917-18         | 3a                                              | --                                              | 5è                                              | 1r                                              |
| 1918-19         | 3a                                              | --                                              | --                                              | 1r                                              |
| 1919-20         | 3a                                              | --                                              | 3r                                              | 1r                                              |
| 1920-21         | 3a                                              | --                                              | --                                              | 1r                                              |
| 1921-22         | 3a                                              | --                                              | --                                              | 1r                                              |
| 1922-23         | 3a                                              | (n/c)                                           | 2n                                              | 1r                                              |
| 1923-24         | 3a                                              | --                                              | (n/c)                                           | 3r                                              |
| 1924-25         | 3a                                              | (n/c)                                           | 2n                                              | (n/d)                                           |
| 1925-26         | 3a                                              | (n/c)                                           | 1r                                              | 1r                                              |
| 1926-27         | 3a                                              | 4t                                              | 1r                                              | 1r                                              |
| 1927-28         | 3a                                              | (n/d)                                           | 2n                                              | 1r                                              |
| 1928-29         | 3a                                              | (n/d)                                           | 4t                                              | 1r                                              |
| 1929-30         | 3a                                              | 1r (Nota)                                       | 2n                                              | 1r                                              |
| 1930-31 Detalls | 2a                                              | 9è                                              |                                                 |                                                 |
| 1931-32 Detalls | 2a                                              | 6è                                              | 3r                                              |                                                 |
| 1932-33 Detalls | 2a                                              | 1r                                              | 4t                                              |                                                 |
| 1933-34 Detalls | 1a                                              | 6è                                              |                                                 |                                                 |
| 1934-35         | 2a                                              | 1r                                              | 2n                                              |                                                 |
| 1935-36         | 2a                                              | 1r                                              |                                                 |                                                 |
| 1936-37         | 1a                                              | 4t                                              |                                                 |                                                 |
| 1937-38         | 1a                                              | 7è                                              |                                                 |                                                 |
| 1938-39         | Sense competicions oficials per la Guerra Civil | Sense competicions oficials per la Guerra Civil | Sense competicions oficials per la Guerra Civil | Sense competicions oficials per la Guerra Civil |
| 1939-40         | 1a                                              | 5è                                              |                                                 |                                                 |

(n/c) — no es classificà 

(n/d) — no es disputà

### Lliga espanyola
L'Esport Club Granollers és el tercer equip català amb més participacions en la Tercera Divisió (48) i el segon amb més temporades consecutives en aquesta categoria (19) empatat amb el Gimnàstic de Tarragona i només superat pel FC Martinenc amb tot just una més.